# Platanthera chlorantha

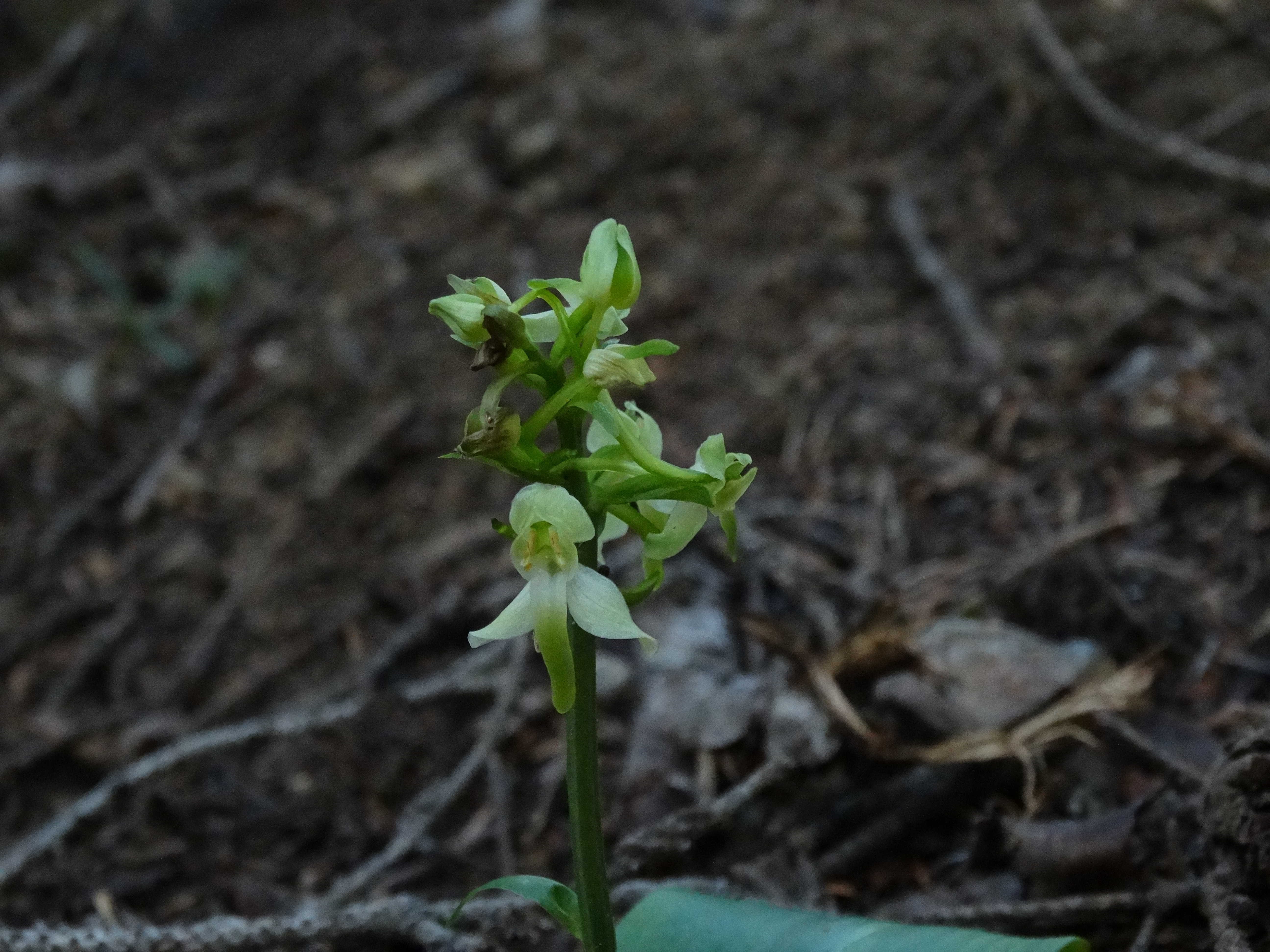
Detall de les flors

La platanthera chlorantha o platantera de muntanya es caracteritza per tenir dos tubercles allargassats i una tija erecte sense pèls (glabra) d'un verd clar groguenc. Aquesta tija pot arribar als vint o quaranta centímetres d'alçada i les seves fulles principals poden arribar als vint per vuit centímetres i són de tipus basal (neixen a la seva base). En presenta normalment dues tot i que de vegades poden haver-n'hi tres o quatre. Aquestes fulles són lluents, llargues, ovals i progressivament més estretes cap a la base. La tija també presenta d'una a cinc petites fulles amb forma de punta de llança (lanceolades) i cada flor disposa de bràcteas. Les flors es disposen sobre la tija (inflorescència) en forma d'espiga cilíndrica de fins a catorze centímetres i amb entre vuit i trenta flors sèssils, més aviat erectes i poc oloroses. Les bràctees tenen aspecte de fulla (foliàcies) lanceolada, les inferiors més llargues que l'ovari i les superiors tan llargues com aquest. Els sèpals són d'un blanc quasi transparent amb una longitud de nou a dotze mil·límetres. Els laterals són lanceolats, horitzontals i oberts i el central una mica més petit, més ample i recorbat sobre els pètals laterals que formen com una caputxa, blancs i amb tendència a verd cap a les puntes. Les flors disposen d'un label amb aspecte de llengua, enter i també més verdós cap a la punta mentre els lòbuls de l'antera són molt separats a la base i convergents cap a dalt. L'esperó es llarg (2-3 cm), blanc a la base, verdós i una mica engruixit a la punta, corbat cap amunt i ric en nèctar; l'ovari és corbat a la punta i la meitat més curt que l'esperó.
Viu a prats, matollars i boscos clars més o menys humits dels estatges montà i subalpí tot i que es pot trobar en terra baixa plujosa (10 i 2.000 metres d'alçada).

## Espècies semblants
La platantera bifòlia és, de lluny, molt semblant i cal apropar-s'hi per poder-la identificar i diferenciar-la correctament. Si té flor és fàcil ja que aquesta espècie té els lòbuls de l'antera paral·lels i molt junts. A més, l'esperó és més prim i agut a l'extrem i les flors són més blanques i molt més oloroses que la platantera de montanya. Viu també als boscos clars, matollars i prats de l'estatge montà, descendeix a la terra baixa i ascendeix al nivell inferior de l'estatge subalpí (entre 0 i 1.900 metres). Sovint les espècies es troben properes.